# Tuchmacherbrunnen
Als Tuchmacherbrunnen werden folgende mit Brunnenfiguren aus dem Tuchmachergewerbe ausgestattete Brunnen bezeichnet:
| Name                                      | Ort                              | Land        | Baujahr   | Baumeister          | Bild |
| ----------------------------------------- | -------------------------------- | ----------- | --------- | ------------------- | ---- |
| Tuchmacherbrunnen                         | Cottbus                          | Deutschland | 1937–1938 | Richard Kuöhl       |      |
| Tuchmacherbrunnen                         | Lwówek Śląski                    | Polen       |           |                     |      |
| Tuchmacherbrunnen                         | Monschau                         | Deutschland |           |                     |      |
| Tuchmacherbrunnen                         | Tirschenreuth                    | Deutschland |           |                     |      |
| Tuchmacherbrunnen, auch Tuchlaubenbrunnen | Wien                             | Österreich  | 1928      | Oskar Thiede        |      |
| Tuchmacherbrunnen, auch Weberbrunnen      | Zasieki, ehemals Forst (Lausitz) | Polen       | 1922/23   | Johannes Ernst Born |      |
| Tuchmacherbrunnen                         | Zwickau                          | Deutschland | 1984      | Berthold Dietz      |      |